# Beauval-en-Caux
Beauval-en-Caux és un municipi francès situat al departament del Sena Marítim i a la regió de Normandia. L'any 2007 tenia 411 habitants.

## Demografia

### Població
El 2007 la població de fet de Beauval-en-Caux era de 411 persones. Hi havia 156 famílies de les quals 40 eren unipersonals (24 homes vivint sols i 16 dones vivint soles), 48 parelles sense fills i 68 parelles amb fills.
La població ha evolucionat segons el següent gràfic:
Habitants censats

### Habitatges
El 2007 hi havia 188 habitatges, 164 eren l'habitatge principal de la família, 13 eren segones residències i 11 estaven desocupats. Tots els 186 habitatges eren cases. Dels 164 habitatges principals, 130 estaven ocupats pels seus propietaris, 32 estaven llogats i ocupats pels llogaters i 2 estaven cedits a títol gratuït; 7 tenien dues cambres, 21 en tenien tres, 37 en tenien quatre i 99 en tenien cinc o més. 131 habitatges disposaven pel capbaix d'una plaça de pàrquing. A 77 habitatges hi havia un automòbil i a 70 n'hi havia dos o més.

### Piràmide de població
La piràmide de població per edats i sexe el 2009 era:
| Homes | Edats   | Dones |
| ----- | ------- | ----- |
| 0     | 95 o +  | 0     |
| 0     | 90 a 94 | 4     |
| 0     | 85 a 89 | 0     |
| 0     | 80 a 84 | 0     |
| 12    | 75 a 79 | 4     |
| 12    | 70 a 74 | 12    |
| 8     | 65 a 69 | 8     |
| 8     | 60 a 64 | 12    |
| 16    | 55 a 59 | 12    |
| 8     | 50 a 54 | 16    |
| 24    | 45 a 49 | 12    |
| 16    | 40 a 44 | 20    |
| 16    | 35 a 39 | 20    |
| 20    | 30 a 34 | 4     |
| 20    | 25 a 29 | 16    |
| 8     | 20 a 24 | 0     |
| 24    | 15 a 19 | 16    |
| 20    | 10 a 14 | 0     |
| 12    | 5 a 9   | 4     |
| 20    | 0 a 4   | 8     |

## Economia
El 2007 la població en edat de treballar era de 264 persones, 202 eren actives i 62 eren inactives. De les 202 persones actives 186 estaven ocupades (100 homes i 86 dones) i 16 estaven aturades (11 homes i 5 dones). De les 62 persones inactives 21 estaven jubilades, 21 estaven estudiant i 20 estaven classificades com a «altres inactius».

### Ingressos
El 2009 a Beauval-en-Caux hi havia 166 unitats fiscals que integraven 422 persones, la mediana anual d'ingressos fiscals per persona era de 19.327 €.

### Activitats econòmiques
Dels 3 establiments que hi havia el 2007, 1 era d'una empresa de construcció, 1 d'una empresa de transport i 1 d'una empresa de serveis.
L'únic servei als particulars que hi havia el 2009 era un paleta.
L'any 2000 a Beauval-en-Caux hi havia 26 explotacions agrícoles que ocupaven un total de 1.680 hectàrees.

## Equipaments sanitaris i escolars
El 2009 hi havia una escola maternal integrada dins d'un grup escolar amb les comunes properes formant una escola dispersa.

## Poblacions més properes
El següent diagrama mostra les poblacions més properes.